# Cuscino di Lione
Il cuscino di Lione (in francese coussin de Lyon) è una specialità della pasticceria di Lione a base di cioccolato e pasta di mandorle. Questo dolce è un quadrato di pasta di mandorle candita, verde pallido con una riga verde scuro, ripieno di crema ganache di cioccolato profumato al curaçao.

## Storia di una creazione
Durante l'epidemia di peste del 1643, le autorità di Lione fecero voto di organizzare una processione sulla collina di Fourvière per implorare la Vergine di risparmiare la città. Nel farlo, essi misero un cero di sette libbre e uno scudo d'oro sul suo cuscino di seta. È questo fatto che ispiro' al cioccolatiere Voisin, presente a Lione sin dal 1897, l'idea di utilizzare la forma del cuscino per creare il suo dolce nel 1960. Con il tempo il dolce è diventato la prima specialità di pasticceria francese a base di ganache al cioccolato.

## Oggi
Il successo di questo dolce continua. Si possono acquistare i cuscini di Lione sfusi oppure in scatole di velluto che ricordano la forma originale del cuscino di seta.
Dopo aver depositato il nome, la forma e la ricetta di questo dolce, la famiglia Boucaud detiene il monopolio della commercializzazione che effettua nella sua rete di negozi al dettaglio in tutta la regione Rhône-Alpes e anche a Marsiglia. Il gestore della società Voisin, Paul Boucaud, afferma che la società fabbrica ottantacinque tonnellate di cuscini di Lione l'anno e che questa produzione aumenta del 10% l'anno. La famiglia esclude il ricorso alla grande distribuzione per commercializzare il suo prodotto..